# گوادشوو
گوادشوو (به لاتین: Gładyszów) یک روستا در لهستان است که در گمینا اوشچیه گورلیتسکیه واقع شده‌است. گوادشوو ۳۸۷ نفر جمعیت دارد.